# Consonne occlusive bilabiale sourde
La consonne occlusive bilabiale sourde est un son consonantique fréquent dans de nombreuses langues. Le symbole dans l'alphabet phonétique international est [p].
Selon les langues, il peut être simple [p], aspiré [pʰ], palatalisé [pʲ], labialisé [pʷ], voisé [p̌], éjectif [pʼ], etc.

## Caractéristiques
Voici les caractéristiques de la consonne occlusive bilabiale sourde :
- Son mode d'articulation est occlusif, ce qui signifie qu'elle est produite en obstruant l’air du chenal vocal (son explosif).
- Son point d’articulation est bilabial, ce qui signifie qu'elle est articulée avec les deux lèvres.
- Sa phonation est sourde, ce qui signifie qu'elle est produite sans la vibration des cordes vocales.
- C'est une consonne orale, ce qui signifie que l'air ne s’échappe que par la bouche.
- C'est une consonne centrale, ce qui signifie qu’elle est produite en laissant l'air passer au-dessus du milieu de la langue, plutôt que par les côtés.
- Son mécanisme de courant d'air est égressif pulmonaire, ce qui signifie qu'elle est articulée en poussant l'air par les poumons et à travers le chenal vocatoire, plutôt que par la glotte ou la bouche.

## En français
Le français possède le [p], comme dans le mot papa.
Selon les variantes du français, il peut y avoir des différences de réalisation : par exemple, en Haïti, le phonème est articulé avec moins d'énergie que dans le français standard et peut donner une « impression de relâchement ».

## Autres langues
- L'arabe ne possède pas ce son : le [p] original des langues sémitiques (il est attesté en akkadien) s'est transformé en [f] dans des temps préhistoriques. Les locuteurs arabes se réfèrent au [p] comme un [b], à l'écrit comme à l'oral.

- L'anglais et l'allemand possèdent un [pʰ] aspiré ; les deux [p] sont allophones.

- L'italien possède le [p], comme dans les mots piano, ampio et proprio.

- En grec ancien, le [p] et le [pʰ] se transcrivent différemment, respectivement pi (π) et phi (φ). En grec moderne, φ se prononce [f].
- Le coréen possède ce son sous forme simple [p], aspirée [ph] et durcie [p͈] via les jamos ㅂ, ㅍ et ㅃ, respectivement.

Cette consonne [p] est écrite ainsi, selon les alphabets :
- պ en arménien
- п en cyrillique
- პ en géorgien
- π en grec
- פ en hébreu
- پ en persan
- ㅂ en coréen